# Мас-д’Овиньон
Мас-д’Овиньо́н (фр. Mas-d'Auvignon) — коммуна во Франции, находится в регионе Юг — Пиренеи. Департамент — Жер. Входит в состав кантона Лектур. Округ коммуны — Кондом.
Код INSEE коммуны — 32241.

## География
Коммуна расположена приблизительно в 570 км к югу от Парижа, в 85 км северо-западнее Тулузы, в 28 км к северу от Оша.
На территории коммуны берёт начало небольшая река Овиньон.

## Климат
Климат умеренно-океанический. Лето жаркое и немного дождливое, температура часто превышает 35 °С. Зимой часто бывает отрицательная температура и ночные заморозки. Годовое количество осадков — 700—900 мм.

## Население
Население коммуны на 2010 год составляло 170 человек.
| 1962 | 1968 | 1975 | 1982 | 1990 | 1999 | 2010 |
| ---- | ---- | ---- | ---- | ---- | ---- | ---- |
| 249  | 236  | 214  | 183  | 189  | 170  | 170  |

## Администрация
| Период | Период | Фамилия    | Партия | Примечания |
| ------ | ------ | ---------- | ------ | ---------- |
| 2001   | 2011   | Жорж Эстев |        |            |
| 2011   | 2020   | Макс Рума  |        |            |

## Экономика
В 2010 году среди 106 человек трудоспособного возраста (15-64 лет) 79 были экономически активными, 27 — неактивными (показатель активности — 74,5 %, в 1999 году было 72,3 %). Из 79 активных жителей работали 67 человек (33 мужчины и 34 женщины), безработных было 12 (6 мужчин и 6 женщин). Среди 27 неактивных 5 человек были учениками или студентами, 7 — пенсионерами, 15 были неактивными по другим причинам.

## Достопримечательности
- Замок в гасконском стиле[фр.] (XIII век). Исторический памятник с 1993 года[4]